# Игнатий (Лаппас)
Митрополи́т Игна́тий (греч. Μητροπολίτης Ιγνάτιος, в миру Иа́ковос Ла́ппас греч. Ιάκωβος Λάππας; 11 января 1946, Саламин, Греция — 26 июня 2018, Майами, США) — епископ Элладской православной церкви, митрополит Ларисский и Тирнавский (1994—2018).

## Биография
Родился 11 января 1946 года в Саламине, в Греции.
Окончил юридический факультет, а затем Богословский институт Афинского университета.
17 января 1976 года был пострижен в монашество с наречением имени Игнатий и 22 января 1976 года рукоположен во иеродиакона.
25 января 1976 года был рукоположен во иеромонаха, а 30 ноября 1978 года возведён в достоинство архимандрита.
С 1976 по 1994 год он служил в Саламине, занимаясь делами молодежи и редактируя журнал «Το Τάλαντο».
25 мая 1994 года на заседании Священного Синода был избран для рукоположения в сан митрополита Ларисского и Тирнавского и 28 мая того же года был рукоположен в сан сонмом иерархов во главе с архиепископом Афинским Серафимом (Тикасом).
28 июля 1994 года в Ларисе состоялся чин интронизации.
Скончался 26 июня 2018 года от сердечного приступа в Майами, во время операции по трансплантации печени.